# 壁宿二山

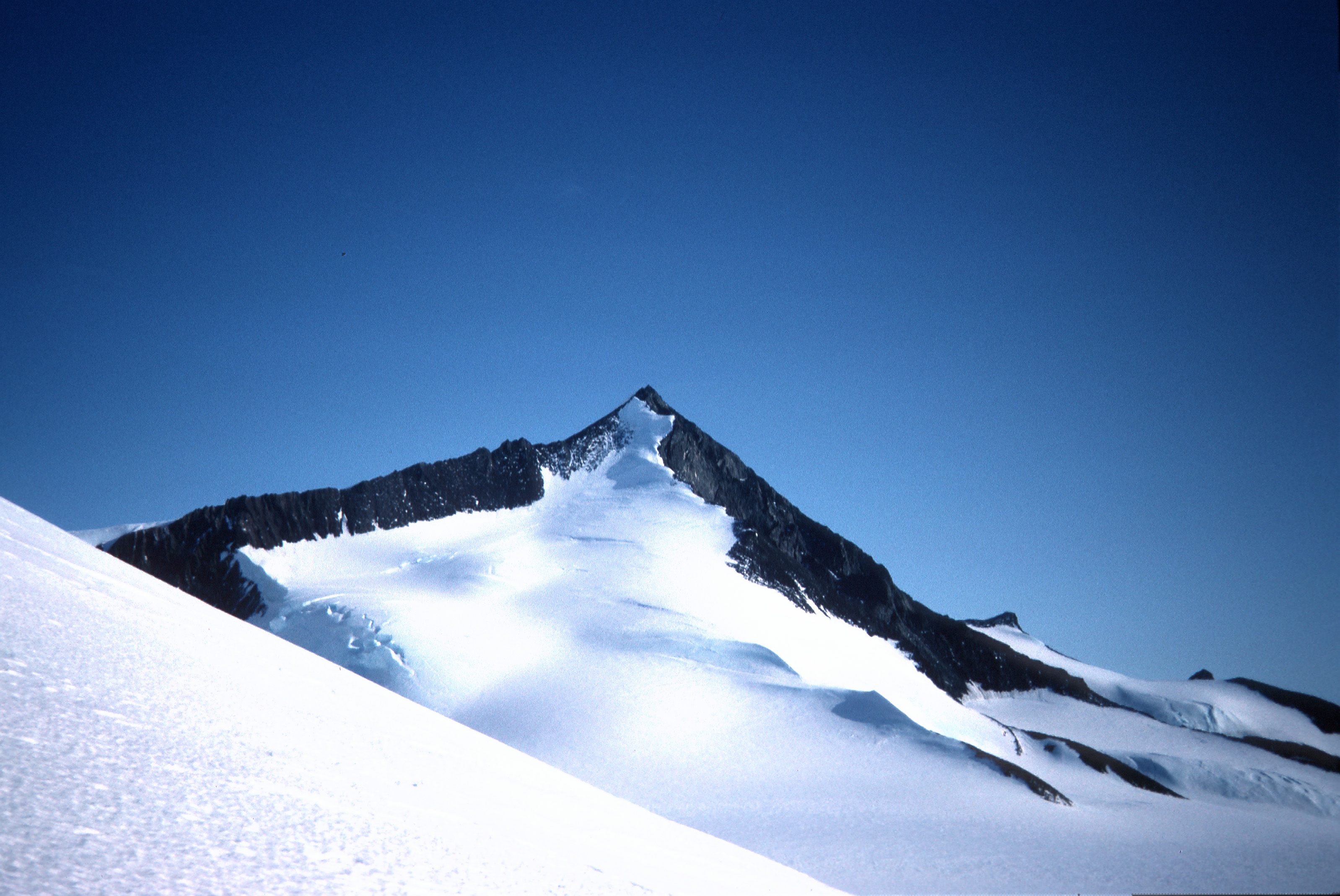

70°59′S 66°58′W / 70.983°S 66.967°W
壁宿二山（英語：Mount Alpheratz），是南極洲的山峰，位於帕爾默地，處於格爾尼角東北面18公里，屬於飛馬座山脈的一部分，以星宿壁宿二命名，現時由南極條約體系管理。